# Società Italiana di Storia Militare
Die Società Italiana di Storia Militare (SISM) (Italienische Gesellschaft für Militärgeschichte) ist ein wissenschaftlicher  Verein, der  von Raimondo Luraghi, ihrem ersten Präsidenten, gegründet wurde. Die Gesellschaft wurde in Rom am 14. Dezember 1984 gegründet und hat sich zum Ziel gesetzt, die militärgeschichtlichen Studien zu fördern durch:
- die Organisation und Teilnahme an Kongressen, Seminaren und anderen Veranstaltungen kultureller oder wissenschaftlicher Art;
- die Veröffentlichung (auch in oder als Periodika) von Studien, Notizen und Informationsschriften;
- die Unterstützung von wissenschaftlichen Forschungen, auch gemeinsam mit Instituten, Vereinen und Privatpersonen;
- die Zuteilung von Stipendien und finanzielle Förderung für Studenten und Doktoranden;
- die Realisierung oder die Schirmherrschaft anderer Initiativen von militärgeschichtlicher Bedeutung, auch auf Vorschlag von Außenstehenden.

## Kooperationen
Die SISM ist vom italienischen Verteidigungsministerium (Ministero della Difesa) anerkannt und arbeitet mit folgenden Institutionen zusammen:
- Commissione Italiana di Storia Militare – CISM (Italienische Kommission für Militärgeschichte), errichtet mit ministeriellem Dekret vom 21. November 1986;
- Interuniversitäres Zentrum für militärhistorische Forschung (Centro Interuniversitario di Studi e Ricerche Storico-militari – CISRSM), eingerichtet durch Beschluss der Universitäten von Turin, Padua und Pisa, vom 15. April 1986;
- Verein der Freunde der italienischen Militärbibliothek, gegründet in Varallo Sesia am 20. September 2008.

Die SISM verbreitet in Italien die „Bibliographie internationale d’histoire militaire“ (internationale Bibliographie der Militärgeschichte in französischer Sprache), herausgegeben vom Comité de bibliographie der Commission internationale d’histoire militaire (CIHM).
Die SISM hat mit der CISM bei der Organisation des achtzehnten und neunzehnten internationalen Kongresses der Commission Internationale d’Histoire Militaire (CIHM), die 1992 und 2013 in Turin stattgefunden haben, zusammengearbeitet.

## Ehrenpräsidenten
- Raimondo Luraghi (1992)
- Mariano Gabriele (2010)

## Präsidenten
- Raimondo Luraghi (1985–1992)
- General Filippo Stefani (1992–1994)
- Massimo Mazzetti (1995–1997)
- Antonello Folco Maria Biagini (1997–1999)
- General Pierpaolo Meccariello (1999–2001)
- Giuseppe Conti (2001–2004)
- Virgilio Ilari (2004–2007)
- General Pierpaolo Meccariello (2008)
- Mariano Gabriele (2008)
- Virgilio Ilari (2010– noch in Amt 2019)

## Generalsekretäre
- Michele Nones (1985–1990)
- Giuseppe Conti (1991–1997)
- Piero Crociani (1997)
- Ciro Paoletti (1997–2004)
- Flavio Carbone (2004)
- Nicola Pignato (2004–2008)
- Annamaria Isastia (2009– noch in Amt 2013)

## Veröffentlichungen

### Bücher
- L’enseignement de l’histoire militaire en Italie (L’insegnamento della storia militare in Italia), Actes du séminaire tenu à Rome le 4 décembre 1987, Rome, Compagnia dei Librai, 1989.
- L’Esercito italiano, storia di uomini e di armi, Roma, Editalia, 1988.
- Storia militare d’Italia 1796–1975, Roma, Editalia, 1990.
- 1812. Италянски в русской кампании. Gli italiani nella campagna di Russia del 1812. Atti del Convegno Cassino - Roma ottobre 2012, a cura di Tatiana Polo[1]

### In Zusammenarbeit mit CISRM
- L’historiographie militaire italienne au cours des vingt dernières années (La storiografia militare italiana negli ultimi venti anni), Dir. Rochat e Piero Del Negro, Milano, Angeli, 1985.
- Bibliographie italienne d’histoire et d’études militaires 1960–1984 (Bibliografia italiana di storia e studi militari 1960–1984), Dir. Giorgio Rochat, Piero Del Negro et Filippo Frassati, Milano, F. Angeli, 1987.
- Guide d’histoire militaire italienne (Guida alla storia militare italiana), Dir. Piero Del Negro, Edizioni Scientifiche Italiane, Napoli, 1997.
- Répertoire 2005 des chercheurs italiens en histoire militaire (Repertorio degli studiosi italiani di storia militare 2005), Dir. Luca Balestra et Nicola Labanca, Milano, Edizioni UNICOPLI, 2005.

### In Zusammenarbeit mit dem Kultusministerium
- Les sources de l’histoire militaire italienne à l’époque actuelle. Actes du 3ème séminaire, Rome 1-17 décembre 1988" (Le fonti per la storia militare italiana in età contemporanea.), (Dir. Alberto Maria Arpino, Antonello Folco Maria Biagini et Franco Grispo), Ministero per i beni culturali e ambientali – Ufficio centrale peri beni archivistici, Roma, 1993.

### In Zusammenarbeit mit CISM
- Actes du IIème Congrès national d’histoire militaire, organisé à Rome au Collège des Hautes Etudes de Défense(CASD) les 28-30 octobre 1999, CISM, Roma, 2001.

### Periodische Zeitschriften (online)
- 1993, Roma, GEI Gruppo Editoriale Internazionale, 1994.  da Scribd
- 1994, Roma, GEI Gruppo Editoriale Internazionale, 1995.
- 1995, Roma, GEI Gruppo Editoriale Internazionale, 1997.  (PDF; 19,9 MB)
- 1996–1997 – Identité nationale-Forces Armées (Identità nazionale-Forze Armate). Actes du 4ème Congrès de la SISM à Caserte (Dir. Fortunato Minniti), Edizioni Scientifiche Italiane, Napoli, 2001.. (PDF; 13,4 MB)
- 1999 (Dir. Fortunato Minniti), Edizioni Scientifiche Italiane, Napoli, 2001.. (PDF; 21,5 MB)
- 2000 – L’historiographie militaire en France et en Italie. Comparaison de deux expériences. (La storiografia militare in Francia e in Italia. Due esperienze a confronto.), (Dir. Fortunato Minniti), Edizioni Scientifiche Italiane, Napoli, 2001.  (PDF; 15,3 MB)
- 2001–2002 – Militaires italiens en Afrique (Militari italiani in Africa), (Dir. Nicola Labanca), Edizioni Scientifiche Italiane, Napoli, 2004.
- 2004–2005 – Tsushima 1905 – Jutland 1916. Actes du séminaire 2005 de la SISM consacré à l’histoire navale (Dir. Marco Gemignani). (PDF; 1,9 MB)
- 2006 – Histoire de la guerre future (Storia della guerra futura). Actes du 1er congrès de Varallo de la SISM (Dir. Giovanni Cerino Badone). (PDF; 1,6 MB)
- 2007-08 – Histoire de la guerre économique (Storia della guerra economica). Actes du 2ème congrès de Varallo de la SISM (Dir. Catia Eliana Gentilucci). (PDF; 2,9 MB)
- 2009 – La guerre de Cinquante neuf (La guerra del cinquantanove). Actes du Congrès national CISM-SISM consacré à la 2ème guerre d’indépendance italienne'  (PDF; 6,5 MB)
- 2010 – L’Année de Teano (L’anno di Teano). Actes du Congrès consacré à l’histoire politico-militaire de 1860, tenu au Collège des hautes Etudes de Défense (Palazzo Salviati) nel novembre 2009  (PDF; 3,9 MB)
- 2011 – Les armes de Saint-Marc (Le Armi di San Marco). Actes du colloque consacré à l’histoire militaire de la Sérénissime, Venise-Padoue, septembre 2011  (PDF; 3,9 MB)
- 2012–2013 – Héritage américain. La SISM évoque la mémoire de Raimondo Luraghi. (American legacy. La SISM ricorda Raimondo Luraghi).

## Bibliographie
- Filippo Stefani: Une décennie d’activité de la Société Italienne d’Hisoire Militaire (Un decennio di attività della Società di Storia militare), in: Quaderno 1994, Gruppo Editoriale Internazionale, Roma 1995, S. 159–164.